# Budagaun
Budagaun (en népalais : बुढागाउं) est un comité de développement villageois du Népal situé dans le district de Rolpa. Au recensement de 2011, il comptait 6 314 habitants.